# アニエル・ガルシア
アニエル・ガルシア（Anier Octavio García Ortiz、1976年3月9日 - ）は、キューバの陸上選手である。専門は110メートルハードル。2000年シドニーオリンピックで金メダル、2004年アテネオリンピックでも銅メダルを、それぞれ110メートルハードルで獲得している。

## 経歴
ガルシアはサンティアーゴ・デ・クーバに生まれた。1995年にはパンアメリカンジュニア競技大会で優勝、翌年の1996年アトランタオリンピックでは、準々決勝まで勝ち進んだ。
1997年、ガルシアはパリで行われた世界室内陸上選手権の60メートルハードルで優勝した。アテネでの1997年世界陸上選手権では、怪我を押して出場したものの、準々決勝で2着となり、準決勝には進めなかった。1999年、ガルシアはパンアメリカン競技大会で優勝したが、その年の1999年世界陸上選手権ではコリン・ジャクソン（イギリス）に敗れて2位だった。
ガルシアは2000年シドニーオリンピックで大変な活躍を見せた。決勝では、トップ5人による接戦になるだろうと予想されていたが、ガルシアは、2位のテレンス・トランメル（アメリカ）に0.16秒差をつけて1位でフィニッシュした。2001年、2003年の世界室内陸上選手権ではともに2位に入った。2003年世界陸上選手権には腿の怪我のために出場できなかったが、2004年アテネオリンピックでは見事に銅メダルを獲得した。

## 自己ベスト
| 記録日        | 種目         | 記録地                   | 記録   |
| ------------- | ------------ | ------------------------ | ------ |
| 2000年2月9日  | 60mハードル  | ピレウス(ギリシャ)       | 7秒37  |
| 2000年7月25日 | 110mハードル | シドニー(オーストラリア) | 13秒00 |
| 2004年5月22日 | 200m         | メキシコシティ(メキシコ) | 22秒99 |

## 主な成績
| 年     | 大会名                         | 開催地                           | 順位 | 種目         |
| ------ | ------------------------------ | -------------------------------- | ---- | ------------ |
| 1994年 | 世界ジュニア陸上選手権         | リスボン(ポルトガル)             | 5位  | 110mハードル |
| 1995年 | パンアメリカンジュニア競技大会 | サンティアゴ・デ・チレ(チリ)     | 1位  | 110mハードル |
| 1997年 | 世界室内陸上選手権             | パリ(フランス)                   | 1位  | 60mハードル  |
| 1998年 | IAAF陸上ワールドカップ         | ヨハネスブルグ(南アフリカ共和国) | 3位  | 110mハードル |
| 1999年 | 世界室内陸上選手権             | 前橋市(日本)                     | 6位  | 60mハードル  |
| 1999年 | 世界陸上選手権                 | セビリア(スペイン)               | 2位  | 110mハードル |
| 1999年 | パンアメリカン競技大会         | ウィニペグ(カナダ)               | 1位  | 110mハードル |
| 2000年 | シドニーオリンピック           | シドニー(オーストラリア)         | 1位  | 110mハードル |
| 2001年 | 世界室内陸上選手権             | リスボン(ポルトガル)             | 2位  | 60mハードル  |
| 2001年 | 世界陸上選手権                 | エドモントン(カナダ)             | 2位  | 110mハードル |
| 2001年 | IAAFグランプリファイナル       | メルボルン(オーストラリア)       | 1位  | 110mハードル |
| 2002年 | IAAF陸上ワールドカップ         | マドリード(スペイン)             | 1位  | 110mハードル |
| 2003年 | 世界室内陸上選手権             | バーミングハム(アメリカ合衆国)   | 2位  | 60mハードル  |
| 2004年 | アテネオリンピック             | アテネ(ギリシャ)                 | 3位  | 110mハードル |